# Vilas (Wisconsin)
Vilas – miasto w Stanach Zjednoczonych, w stanie Wisconsin, w hrabstwie Langlade.